# Разарач
Разарач (енгл. destroyer) је назив за врсту ратног брода који је саграђен и опремљен у сврху одбране већих, односно капиталних бродова или конвоја од разних врста напада.
Разарач је опремљен јаким машинским комплексом, велике брзине, наоружан артиљеријским и торпедним (ређе минским) противподморничким (ППД), а у најновије време и ракетним оружјем. Структура депласмана савременог разарача знатно се разликује од осталих ратних бродова, јер преко 50% отпада на машински комплекс и погонско гориво. Оспособљен је за:
- дејства првенствено против лаких поморских снага и трговачких бродова, подморница и ваздухоплова;
- за заштиту већих ратних бродова на маршу, у боју и на сидришту;
- за одбрану и напад на поморски саобраћај, поморске базе и друге елементе морнаричке инфраструктуре;
- за навођење и подршку торпедних јединица у нападу;
- за извиђање, патролирање и претраживање ширих морских пространстава;
- за неутралисање и уништавање живе силе и објеката у приобалном појасу;
- за превожење мањег поморског десанта и пружање ватрене подршке искрцаним трупама.[1]

## Развој
Разарачи су се развили у другој половини XIX века као одговор на појављивање торпиљарке па му и име долази од енглеског назива torpedo boat destroyer (разарач торпиљарки) који му је дала британска морнарица. Задатак разарача је био да плове око бојних бродова и крстарица и мотре на евентуалне нападе мањих бродова.
У XX веку се као озбиљна пријетња морнарицама појавила подморница, па су разарачи добили опрему за борбу против њих.
Истовремено се појавила потреба за заштитом трговачке морнарице од непријатељског крстаричког рата, односно подморница. То је довело до еволуције разарача у два правца, На једној страни су почели да се развијају лаки, тзв. ескортни разарачи, чија је сврха била заштита конвоја односно противподморничка борба. Они су данас познати под називима фрегата и корвета. На другој страни су разарачи добијали све више оружја и опреме, па с временом и способност вршења борбених задатака који су прије тога били у домену капиталних бродова. Такве велике разараче Британци су називали вођама флотиле те су их користили као команде бродове дивизија/ескадри разарача, а Французи су их називали контра-торпиљери. 
Величина им је од 1.200 до 2.600 тона, а главно наоружање топови од 120 до 140 mm. Поред тога имали су и више торпедних цеви ради напада на бојне бродове и крстарице.
Разарачи су данас по својој тонажи врло често изнад некадашњих крстарица, а њихова ватрена моћ — коју симболизују далекометни пројектили брод-брод и брод-земља — не може се упоредити ни са чим раније. Стога данас разарач представља капитални брод код готово сваке свјетске морнарице (једини изузетак су Русија и САД које поседују крстарице, односно државе које располажу с носачима авионима).

## Карактеристике
| Име             | Држава                                           | Год.  | Депл. (т) | Брз. (чв.) | Погон (КС) | Димензије (м) | Димензије (м) | Димензије (м) | Наоружање           | Наоружање  | Наоружање                                   | Наоружање                                       | Посада |
| Име             | Држава                                           | Год.  | Депл. (т) | Брз. (чв.) | Погон (КС) | Дуж.          | Шир.          | Газ           | Топови (мм)         | Торп. цеви | Против подморница                           | Ракетно                                         | Посада |
| --------------- | ------------------------------------------------ | ----- | --------- | ---------- | ---------- | ------------- | ------------- | ------------- | ------------------- | ---------- | ------------------------------------------- | ----------------------------------------------- | ------ |
| Daring          | Уједињено Краљевство                             | 1893. | 275       | 28         | 4.800      | 56            | 5.8           | 2             | 1x75, 3x57          | 2          |                                             |                                                 | 40     |
| Forban          | Француска                                        | 1895. | 152       | 31         | 3.260      | 44            | 4.6           | 3             | 2x37                | 2          |                                             |                                                 | 30     |
| Bainbridge      | Сједињене Америчке Државе                        | 1901. | 420       | 29         | 8.000      | 74            | 7             | 2             | 2x76, 5x57          | 2          |                                             |                                                 | 75     |
| Schiau          | Немачко царство                                  | 1904. | 470       | 27         | 6.000      | 61            | 7             | 2.5           | 3x50                | 3          |                                             |                                                 | 55     |
| Espero          | Краљевина Италија                                | 1904. | 376       | 30         | 5.377      | 64            | 5.9           | 2.3           | 5x57                | 4          |                                             |                                                 | 56     |
|                 | Руска Империја                                   | 1905. | 500       | 25         | 6.200      | 73            | 7             | 2.5           | 2x75, 4x57          | 3          |                                             |                                                 | 85     |
| Velebit         | Аустроугарска                                    | 1905  | 510       | 28         | 5.000      | 67            | 6             | 2             | 1x70, 7x47          | 2          |                                             |                                                 | 65     |
| Swift           | Уједињено Краљевство                             | 1907. | 1.815     | 36         | 30.000     | 105           | 10            | 3.2           | 4x102               | 2          |                                             |                                                 | 100    |
|                 | Руска Империја                                   | 1911. | 1.300     | 37         | 36.500     | 102           | 9.5           | 3             | 4x105               | 4          |                                             |                                                 | 140    |
| Lika            | Аустроугарска                                    | 1913. | 850       | 32         | 20.600     | 83            | 8             | 2.5           | 2x100, 6x70         | 4          |                                             |                                                 | 99     |
| Francesco Nullo | Краљевина Италија                                | 1913. | 770       | 30         | 18.000     | 73            | 7.3           | 2.6           | 1x120, 4x76         | 2          |                                             |                                                 | 79     |
| Magon           | Француска                                        | 1913. | 851       | 30         | 16.000     | 81            | 7.8           | 3             | 2x100, 4x65         | 4          |                                             |                                                 | 83     |
| Vulkan 25       | Немачко царство                                  | 1914. | 650       | 32         | 15.000     | 71            | 7.4           | 3             | 2x88                | 8          |                                             |                                                 | 85     |
| Jacob Jones     | Сједињене Америчке Државе                        | 1917. | 1.090     | 35.9       | 25.800     | 95.8          | 9.4           | 2.8           | 4x102, 1x76         | 12         |                                             |                                                 | 122    |
| Monzambano      | Краљевина Италија                                | 1922. | 966       | 34         | 22.000     | 86.4          | 8             | 2.6           | 4x102, 2x76         | 4          |                                             |                                                 | 105    |
| Amazon          | Уједињено Краљевство                             | 1926. | 1.350     | 37         | 39.000     | 95            | 9.6           | 2.8           | 4x120, 2x40         | 6          |                                             |                                                 | 138    |
| Nicolò Zeno     | Краљевина Италија                                | 1928. | 1.628     | 41.5       | 60.000     | 107.3         | 10.2          | 3.7           | 6x120, 2x40         | 6          |                                             |                                                 | 170    |
| Van Nes         | Холандија                                        | 1928. | 1.316     | 36         | 31.000     | 98.1          | 9.5           | 3             | 4x120, 1x75 4x40,   | 6          | 2 бацача ДБ                                 | 1 хидроавион                                    | 120    |
| Ushio           | Јапан                                            | 1929. | 1.700     | 34         | 50.000     | 115           | 10.3          | 3             | 6x127               | 9          |                                             |                                                 | 197    |
| Codrington      | Уједињено Краљевство                             | 1929. | 1.540     | 38         | 39.000     | 101.2         | 10.3          | 2.7           | 5x120, 2x40         | 8          |                                             |                                                 | 183    |
| Vautour         | Француска                                        | 1930. | 2.441     | 42.8       | 87.000     | 129           | 11.9          | 3.9           | 5x138, 4x37         | 6          | 4 бацача ДБ                                 |                                                 | 210    |
| Дубровник       | Краљевина Југославија                            | 1931. | 1.880     | 37         | 48.000     | 113           | 10.7          | 3.6           | 4x140, 2x84, 6x40   | 6          | 4 бацача ДБ, трачнице за мине               |                                                 | 200    |
| Grecale         | Краљевина Италија                                | 1934. | 1.449     | 38         | 44.000     | 107           | 10.1          | 3             | 4x120, 6x37, 2x20   | 6          | 2 бацача ДБ, 50 мина                        |                                                 | 153    |
| Mogador         | Француска                                        | 1936. | 2.884     | 38         | 92.000     | 137           | 12.6          | 4.6           | 8x138, 4x37         | 10         | 4 бацача ДБ, 20 мина                        |                                                 | 238    |
| Tribal          | Уједињено Краљевство                             | 1937. | 1.870     | 36.5       | 44.000     | 108           | 11.3          | 3             | 8x120, 4x40         | 4          |                                             |                                                 | 240    |
| Загреб          | Краљевина Југославија                            | 1938. | 1.210     | 38         | 44.000     | 98            | 9.4           | 2.9           | 4x120, 4x40         | 6          |                                             |                                                 |        |
|                 | Совјетски Савез                                  | 1938. | 1.800     | 38         | 50.000     | 116           | 11            | 4             | 4x130, 2x70, 4x37   | 6          | 4 бацача ДБ, мине                           |                                                 | 210    |
| Kogero          | Јапан                                            | 1939. | 2.100     | 35         | 45.000     | 111           | 10.8          | 3.4           | 6x127               | 8          |                                             |                                                 | 230    |
| Benson          | Сједињене Америчке Државе                        | 1939. | 1.630     | 36.5       | 50.000     | 104           | 10.8          | 3.1           | 5x127, 5x28         | 8          |                                             |                                                 | 250    |
| Z 27            | Нацистичка Њемачка                               | 1941. | 2.600     | 36         | 60.000     | 125           | 12            | 4             | 5x150, 8x37         | 8          |                                             |                                                 | 300    |
| Fletcher        | Сједињене Америчке Државе                        | 1942. | 2.050     | 35         | 60.000     | 115           | 12            | 5.5           | 5x127, више 40 и 20 | 10         | 2 јежа, 2 бацача ДБ, клизачи                |                                                 | 300    |
| Battle          | Уједињено Краљевство                             | 1945. | 2.380     | 35         | 50.000     | 116           | 12.3          | 3.9           | 5x114, 8x40         | 10         | 2 сипе, 2 бацача ДБ                         |                                                 | 270    |
| Сплит           | Социјалистичка Федеративна Република Југославија | 1958  | 2.400     | 31.5       | 50.000     | 120           | 11.1          | 3.8           | 4x127,12x40, 4x20   | 5          | 2 сипе, 2 клизача ДБ, 6 бацача ДБ, 40 мина  |                                                 | 240    |
| Кривак          | Совјетски Савез                                  | 1971. | 3.540     | 34         | 73.000     | 130           | 14            | 5             | 4x76                | 8          | 2 лансера за пп ракете                      | четвороструки лансер за СС-Н-10 и два за СА-Н-4 | 312    |
| Shefield        | Уједињено Краљевство                             | 1972. | 3.500     | 30         | 50.000     | 125           | 14.3          | 6.7           | 1x114, 2x20         |            | пп хеликоптер                               | двоцевни лансирни уређај за Sea Dart            |        |
| R.A.Sprunce     | Сједињене Америчке Државе                        | 1973. | 6.900     | 30         | 80.000     | 171           | 16.4          | 8.6           | 2x127               |            | 1/VIII лансера за АСРОЦ, хеликоптер (ЛАМПС) | вишеструки лансирни уређај за Sea Sparrow       | 270    |